# Josh Law
Pour les articles homonymes, voir Law.
Joshua Neil « Josh » Law est un footballeur écossais, né le 19 août 1989 à Nottingham en Écosse. Il évolue au poste d'arrière droit à Basford United. Il est le frère de Nicky Law.

## Biographie
Le 21 mai 2014, il rejoint le club écossais de Motherwell.
Lors de la saison 2014-2015, il dispute deux matchs en Ligue Europa avec cette équipe. À cette occasion, il inscrit un doublé lors d'une rencontre face au club islandais de l'Ungmennafélagið Stjarnan (match nul 2-2).
Le 3 juillet 2017, il rejoint York City .